# 張水榮
張水榮（：／ Jang Soo-young，1988年9月22日—），韩国女子羽毛球运动员。

## 簡歷
2007年，張水榮在世界羽毛球錦標賽女單賽事，在第二圈以0比2（9-21、14-21）不敵中國的张宁，32強止步。
2008年，張水榮代表韩国參加優霸盃賽事，助國家隊打進四強。

## 主要比賽成績

### 奧運會和世錦賽參賽紀錄
|          | 2007 |
| -------- | ---- |
| 女子單打 | 32強 |